# Jerzy Kukuczka
Józef Jerzy Kukuczka (Katowice, Polònia, 24 de març de 1948 – cara sud del Lhotse, 24 d'octubre de 1989) fou un alpinista polonès.
El 18 de setembre de 1987, en Jerzy Kukuczka (pron. yeh-zhee koo-kootch-kah), conegut pels seus amics com a Jurek (pron. yoo-rĕk), va ser el segon escalador en ascendir els 14 vuit mils (en Reinhold Messner havia completat la tasca un any abans). En Kukuczka els va ascendir al llarg de vuit anys, i durant el procés, va obrir nou noves rutes i va fer quatre cims durant l'hivern.
Ascencions:
- 1979 - Lhotse
- 1980 - Everest - nova ruta
- 1981 - Makalu - sol, estil alpí
- 1982 - Broad Peak - estil alpí
- 1983 - Gasherbrum II - nova ruta, estil alpí
- 1983 - Gasherbrum I - nova ruta, estil alpí
- 1984 - Broad Peak - nova ruta, estil alpí
- 1985 - Dhaulagiri - primera ascensió hivernal
- 1985 - Cho Oyu - primera ascensió hivernal, nova ruta
- 1985 - Nanga Parbat - nova ruta
- 1986 - Kanchenjunga - primera ascensió hivernal
- 1986 - K-2 - nova ruta, estil alpí
- 1986 - Manaslu - nova ruta, estil alpí
- 1987 - Annapurna - primera ascensió hivernal
- 1987 - Shisha Pangma - nova ruta, estil alpí